# Cassaigne
Cassaigne är en kommun i departementet Gers i regionen Occitanien i sydvästra Frankrike. Kommunen ligger i kantonen Condom som tillhör arrondissementet Condom. År 2022 hade Cassaigne 227 invånare.

## Befolkningsutveckling
Antalet invånare i kommunen Cassaigne
Referens:INSEE